# Deir 'Ammar
Deir 'Ammar, en arabe : دير عمار, est une ville du gouvernorat de Ramallah et Al-Bireh en Palestine. Elle est située à 17 km au nord-ouest de Ramallah et au centre de la Cisjordanie.
Selon le recensement du bureau central palestinien des statistiques, la localité compte une population de 3 353 habitants en 2017.
Les localités de Beitillu, Deir 'Ammar et Jammala sont fusionnées en 1997, pour former la nouvelle ville d'Al-Ittihad.